# Pestxanka (Stari Oskol)
|  | Per a altres significats, vegeu «Pestxanka». |

Pestxanka - Песчанка (rus) - és un poble de l'óblast de Bélgorod, a Rússia. El 2010 tenia 2.149 habitants. Pertany al districte (raion) de Stari Oskol.